# .50-90 夏普斯
.50-90 夏普，也称为.50-21⁄2 " 夏普斯，是一种黑火药步枪子弹，由夏普斯步枪制造公司于 1872 年推出，作为狩猎野牛（美洲野牛）的子弹。与其他大型黑火药子弹一样，它的弹头很重，火药量大，因此枪口能量很高。

## 规格
夏普斯公司生产和销售的标准工厂装药为.50/100/425（.50吋口径/100格令黑火药/425格令潤滑有紋彈頭）和 .50/100/473（.50吋口径/100格令黑火药/473格令潤滑有紋彈頭）其中彈頭外以紙張包裹。夏普斯公司生产的装弹大多都是手工装填的，这也使得生产成本高昂。自然，別的公司看到了商機。温彻斯特隨後生產了 .50/90/473（同上規格）裝藥的紙包彈頭子弹，这也许就是这种子弹通常被称为 .50-90 的原因。 .50-90 Sharps 与 .50-100 Sharps 和 .50-110 Sharps 子弹类似。三款子彈均采用相同長度的2.5-英寸（64-）弹壳，后两者装载了更多的黑火药。所有为 .50-90 Sharps 制造的步枪(取決於該槍結構是否堅固)應該都能使用 .50-110 和 .50-100 子弹，因为弹壳尺寸几乎相同。
子弹直径通常为0.512英寸（13.0）直径。子弹重量为335至700格令（21.7至45.4克） 。历史上使用黑火药時枪口能量为1,630至1,985英尺·英磅（2,210至2,691焦耳）， 而使用无烟火药的现代装药可产生2,561至2,989英尺·英磅（3,472至4,053焦耳）的能量。 

## 历史

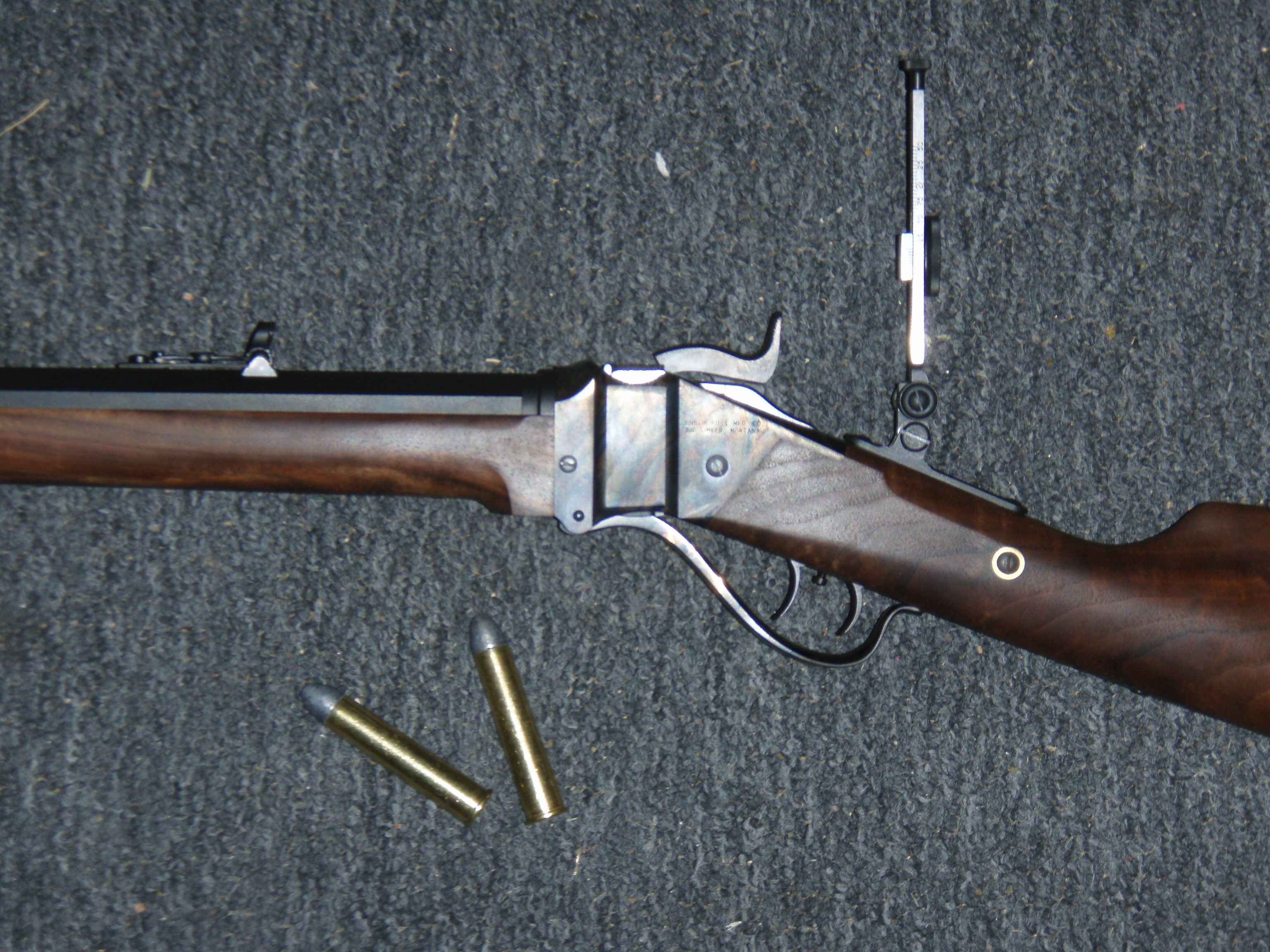
希洛夏普斯步枪，配备 .50-90 夏普斯

野牛（美洲野牛）是一种大型食草动物，很难可靠地捕获，这種需求驅使了专门为野牛狩猎而设计的子弹。 .50-90 的设计正是出于这个目的。结果，这种子弹立即受到西部职业野牛猎人的欢迎。在它被发明的时候，还没有特殊的火药或彈頭类型，而且对弹道的了解也相当有限。因此，在尝试设计一种更有效的大型狩獵子彈时，通常都只是簡單的扩大彈殼尺寸即可。 
1874年6月27日，比利·迪克森 (Billy Dixon)在第二次 Adobe Walls 战役中使用夏普斯 .50-90 步枪，打出了他传奇般的1,538碼（1,406）一槍。  
如今，該口徑基本上已经过时了。除 Buffalo Arms 等少数小眾制造商外，任何大型制造商都不再生产該弹。彈頭和彈殼市面上仍買得到，但装成的弹药只有定制或手工装填兩條路。仅有少数公司不時地生产該口徑的步枪。这种步枪通常用于猎捕大型猎物和重演历史表演。有时，.50-90 步枪会用于老式步枪射击比赛，但是，由于其他当代子弹（例如.45-70 ）在市场上可以买到，因此 .50-90 子弹不再那么受欢迎。